# 조반니 바티스타 피라네시

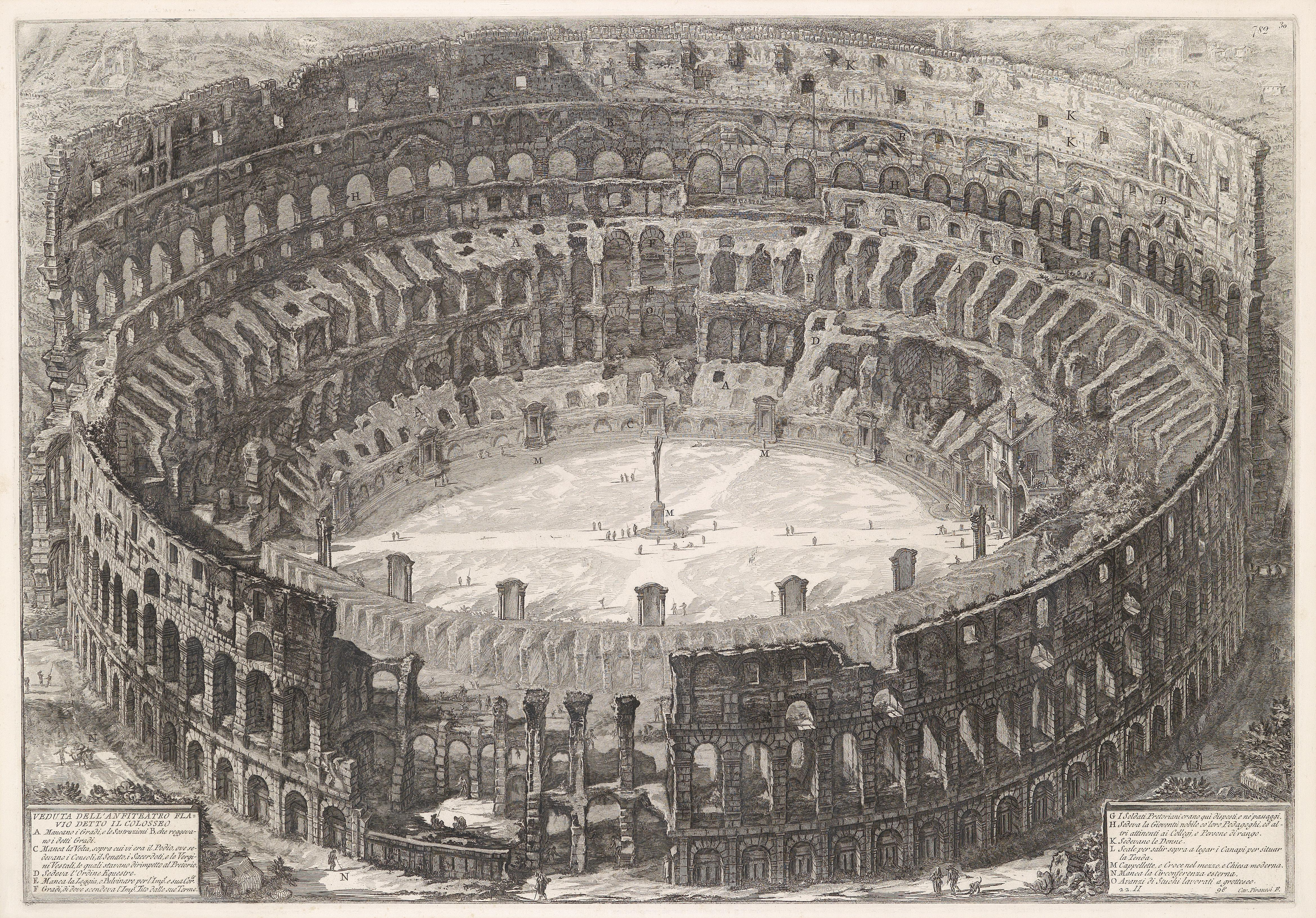

조반니 바티스타 피라네시(이탈리아어: Giovanni Battista Piranesi, 1720년 - 1778년)은 이탈리아의 판화가이자 건축가이다. 고대 유적을 그린 그의 세밀한 판화들은 신고전주의 건축의 전개에 큰 영향을 주었다.
베네치아 공화국에서 태어나 큰형을 통해 라틴어와 고대 문명에 대해서 배웠다. 삼촌 마테오 루케지는 피라네시에게 건축을 가르쳤다.